# Содовик (футбольный клуб)
«Содовик» — бывший советский и российский футбольный клуб из Стерлитамака. Некоторое время принадлежал компании ОАО «Сода».

## История
В 1961 году при коллективе физкультуры ПО «Сода» была образована команда «Химик». В 1988 году была переименована в «Содовик». Команда выступала в чемпионате Башкирии, который она выигрывала три раза в 1967, 1979 и 1991 годах. В Стерлитамаке также существовала другая команда — «Каучук», принадлежавшая одноимённому заводу — выступала в первенстве СССР по Классу «Б» в 1966—1969 годах и во Второй советской лиге «Б» в 1990—1991 годах, также неоднократно выигрывала чемпионат Башкирии. Команды существовали параллельно, но порой отождествляются друг с другом.
После сезона 1991 года руководство завода «Каучук» отказалось содержать команду на уровне первенства страны, и в 1992 году был создан профессиональный футбольный клуб «Содовик», который стал выступать в первенстве России, заменив «Каучук». Инициатором вывода выигравшей в 1991 году чемпионат республики команды «Содовик» на уровень «команд мастеров» стал заместитель генерального директора АО «Сода» Назаренко.
В 1992—1993 годах команда играла во второй лиге, в 1992 году заняла 14-е место из 18 (в зоне 5), через год — 10-е из 22 (в зоне 6), но вследствие реорганизации структуры лиг это не позволило «Содовику» сохранить место во второй лиге, и он был переведён в третью лигу.
В 1994—1996 годах «Содовик» выступал в 6-й зоне третьей лиги. После 8-го места в 1994-м последовало 3-е — в 1995-м, а в следующем году «Содовик» занял первое место и вышел во вторую лигу, где занял 14-е место, выступая в зоне «Центр». С сезона-1998 переименованную во второй дивизион вторую лигу разбавили командами упразднённой третьей лиги, и «Содовик» в течение шести сезонов не опускался ниже шестого места, а в последних трёх из них оказывался в призёрах: в 2001 и 2002 годах занимал 2-е место (в зоне «Урал»), а в 2003 году — 3-е (в зоне «Урал-Поволжье»), участвуя в борьбе за выход в первый дивизион.
В 2003 году команда под руководством Бориса Синицына к концу первого круга опережала ближайших преследователей на 7 очков, но произошедший в разгар первенства конфликт между тренером и рядом игроков вынудил Синицына уйти в отставку, и команда, оставшаяся без главного тренера (ею руководил директор Юрий Теплов) допустила ряд осечек, растратив преимущество в очках и потеряв лидерство. Вскоре футболисты, оказавшиеся в центре скандала, были выставлены на трансфер. Пришедший на пост главного тренера Валерий Овчинников пригласил несколько игроков и смог наладить игру, но отыграть отставание не удалось.
В 2004 году к сентябрю «Содовик» с отрывом в 7 очков лидировал в зоне «Урал-Поволжье» второго дивизиона, но 7 сентября разразился «Паспортный скандал» или, как его ещё назвали, «Дело Джеладзе». Звиад Джеладзе был признан иностранным гражданином, и, в соответствии с регламентом, во всех матчах, в которых участвовал этот футболист, команде «Содовик» были присуждены технические поражения со счетом 0:3, в результате чего «Содовик» недосчитался в турнирной таблице 57 очков, и вместо выхода в первый дивизион команда вынуждена была в оставшихся матчах решать задачу сохранения места во втором дивизионе. В сезоне 2005 команда заняла первое место в зоне «Урал-Поволжье» с отрывом в 19 очков (также выиграла Кубок ПФЛ) и вышла в первый дивизион, где в сезоне-2006 заняла 6-е место, это стало лучшим результатом команды за всю историю.
В межсезонье 2006—2007 клуб лишился финансирования и был на грани потери статуса профессионального клуба. Однако в последний момент всё же были выделены деньги из бюджета, и клуб прошел предсезонную аттестацию, но, потеряв костяк основного состава прошлого года, в сезоне 2007 года команда заняла предпоследнее, 21-е место и вылетела во второй дивизион.
7 ноября 2007 года руководству ПФК «Содовик» передано решение единственного участника ООО ПФК «Содовик» ОАО «Сода» о начале процедуры ликвидации юридического лица. Председатель ликвидационной комиссии — генеральный директор ОАО «Сода» Мальцев Юрий Иванович, члены комиссии — исполнительный директор Ишмакова Рита Лаисовна и начальник отдела внутреннего аудита ОАО «Сода». Ликвидирован сам клуб, команда-дубль и детская футбольная школа. В настоящее время функционирует только футбольная секция при СОЦ «Содовик».

### Планировавшееся возрождение
В июле 2012 года генеральный директор ФК «Уфа» Шамиль Газизов заявил, что ФК «Содовик» станет местом обкатки молодых и арендованных футболистов для ФК «Уфа».

## Достижения
- 6-место в Первом дивизионе: 2006
- Обладатель Кубка ПФЛ: 2005
- Победитель зоны «Урал-Поволжье» Второго дивизиона: 2005
- Победитель 6 зоны Третьей лиги: 1996
- 1/16 финала Кубка России: 2004/05

## Результаты выступлений

### «Каучук»

#### В первенстве СССР
| 1966 | Класс «Б», зона 5 РСФСР    | 3 | 13 из 17 | 32 | 8  | 11 | 13 | 32-51 | 27 |  |  |  |  |  |  |  |  |  |  |  |
| 1967 | Класс «Б», зона 5 РСФСР    | 3 | 11 из 19 | 36 | 11 | 11 | 14 | 40-41 | 33 |  |  |  |  |  |  |  |  |  |  |  |
| 1968 | Класс «Б», зона 5 РСФСР    | 3 | 7 из 20  | 38 | 16 | 11 | 11 | 44-33 | 43 |  |  |  |  |  |  |  |  |  |  |  |
| 1969 | Класс «Б», зона 5 РСФСР    | 3 | 6 из 17  | 32 | 12 | 9  | 11 | 36-31 | 33 |  |  |  |  |  |  |  |  |  |  |  |
|      |                            |   |          |    |    |    |    |       |    |  |  |  |  |  |  |  |  |  |  |  |
| 1990 | Вторая низшая лига, зона 7 | 4 | 16 из 17 | 32 | 5  | 2  | 25 | 31-83 | 12 |  |  |  |  |  |  |  |  |  |  |  |
| 1991 | Вторая низшая лига, зона 7 | 4 | 13 из 22 | 42 | 16 | 7  | 19 | 52-70 | 39 |  |  |  |  |  |  |  |  |  |  |  |

#### В Кубке СССР
| Сезон   | Стадия                  | Примечания                     |
| ------- | ----------------------- | ------------------------------ |
| 1966/67 | 1/8 финала зоны 5 РСФСР |                                |
| 1967/68 | финал зоны 5 РСФСР      |                                |
| 1968    | 1/4 финала зоны 5 РСФСР | игры турнира были аннулированы |

### «Содовик»

#### В первенстве России
| Сезон | Лига                         | Лига                 | Уровень | Место    | И  | В  | Н  | П  | Мячи   | О   | Примечания              |
| ----- | ---------------------------- | -------------------- | ------- | -------- | -- | -- | -- | -- | ------ | --- | ----------------------- |
| 1992  | Вторая лига                  | зона 5               | 3       | 14 из 18 | 34 | 7  | 7  | 20 | 39-68  | 21  |                         |
| 1993  | Вторая лига                  | зона 6               | 3       | 10 из 22 | 42 | 21 | 7  | 14 | 70-54  | 49  | Переход в третью лигу   |
| 1994  | Третья лига, зона 6          | Третья лига, зона 6  | 4       | 8 из 14  | 26 | 9  | 8  | 9  | 33-23  | 26  |                         |
| 1995  | Третья лига, зона 6          | Третья лига, зона 6  | 4       | из 14    | 26 | 16 | 3  | 7  | 53-31  | 51  |                         |
| 1996  | Третья лига, зона 6          | Третья лига, зона 6  | 4       | из 13    | 24 | 18 | 1  | 5  | 49-16  | 55  | Выход во вторую лигу    |
| 1997  | Вторая лига/ Второй дивизион | зона «Центр»         | 3       | 14 из 21 | 40 | 12 | 10 | 18 | 45-60  | 46  |                         |
| 1998  | Вторая лига/ Второй дивизион | зона «Урал»          | 3       | 6 из 18  | 34 | 16 | 7  | 11 | 45-37  | 55  |                         |
| 1999  | Вторая лига/ Второй дивизион | зона «Урал»          | 3       | 4 из 16  | 30 | 14 | 10 | 6  | 45-25  | 52  |                         |
| 2000  | Вторая лига/ Второй дивизион | зона «Урал»          | 3       | 5 из 16  | 30 | 16 | 5  | 9  | 46-25  | 53  |                         |
| 2001  | Вторая лига/ Второй дивизион | зона «Урал»          | 3       | из 16    | 30 | 21 | 5  | 4  | 75-21  | 68  |                         |
| 2002  | Вторая лига/ Второй дивизион | зона «Урал»          | 3       | из 15    | 28 | 22 | 2  | 4  | 59-12  | 68  |                         |
| 2003  | Вторая лига/ Второй дивизион | зона «Урал-Поволжье» | 3       | из 20    | 38 | 28 | 6  | 4  | 87-24  | 90  |                         |
| 2004  | Вторая лига/ Второй дивизион | зона «Урал-Поволжье» | 3       | 16 из 19 | 36 | 11 | 1  | 24 | 43-81  | 4   |                         |
| 2005  | Вторая лига/ Второй дивизион | зона «Урал-Поволжье» | 3       | из 19    | 36 | 33 | 2  | 1  | 108-19 | 101 | Выход в первый дивизион |
| 2005  | Вторая лига/ Второй дивизион | Кубок ПФЛ            | 3       | из 5     | 4  | 4  | 0  | 0  | 10-0   | 12  |                         |
| 2006  | Первый дивизион              | Первый дивизион      | 2       | 6 из 22  | 42 | 18 | 15 | 9  | 59-35  | 69  |                         |
| 2007  | Первый дивизион              | Первый дивизион      | 2       | 21 из 22 | 42 | 8  | 10 | 24 | 32-65  | 34  | Расформирование         |

#### В Кубке России
| Сезон   | Стадия |  | Сезон   | Стадия |
| ------- | ------ |  | ------- | ------ |
| 1992/93 | 1/256  |  | 2000/01 | 1/32   |
| 1993/94 | 1/128  |  | 2001/02 | 1/128  |
| 1994/95 | 1/256  |  | 2002/03 | 1/128  |
| 1995/96 | 1/256  |  | 2003/04 | 1/256  |
| 1996/97 | 1/128  |  | 2004/05 | 1/16   |
| 1997/98 | 1/256  |  | 2005/06 | 1/64   |
| 1998/99 | 1/64   |  | 2006/07 | 1/32   |
| 1999/00 | 1/512  |  | 2007/08 | 1/32   |

## Тренеры
Главные тренеры команд «Каучук» (по 1991) и «Содовик» (с 1992)
- Саркисян Карлен Сергеевич (1963—1966)
- Валиуллин Сафа Халилович (1968—1969)
- Стасевич Валерий Иванович (1990, по июнь; 1993—1994)
- Касюк Игорь Александрович (1991)
- Суханов Виктор Николаевич (1992)
- Звягин Виктор Васильевич (1993)
- Максимов Сергей Александрович (1995—2000)
- Синицын Борис Алексеевич (2001—2003)
- Овчинников, Валерий Викторович (2003)
- Игнатенко, Александр Викторович (2004—2006)
- Гридин Геннадий Григорьевич (2007)

## Рекордсмены клуба
- Лучший бомбардир за всю историю: Эдуард Зацепин — 62 гола
- Лучший бомбардир за сезон: Эдуард Зацепин — 36 голов в 2005 году